# Joxe Ripiau
Joxe Ripiau fue un grupo de música español procedente del País Vasco. El grupo fue fundado por Iñigo Muguruza, quien entonces era guitarrista de Negu Gorriak. Su música es una fusión de reggae, ska y ritmos latinos (salsa, merengue) y letras líricas o revindicativas en euskera. El nombre del grupo proviene de una variante del merengue dominicano llamada perico ripiao.
El grupo estaba formado en sus inicios por Iñigo Muguruza (bajo y guitarra), Jabier Muguruza (acordeón) y Sergio Ordóñez (güiro y percusiones), aunque en 1998 se incorporó Asier Ituarte (trombón), pasando así a formar un cuarteto.
Asociado al grupo existía el concepto de la Txaranga Farrantxi, en el que Iñigo dejaba el bajo y tocaba percusiones. Así Joxe Ripiau se transformaban en un pasacalles.

## Historia
Joxe Ripiau se formó en 1996, tras un viaje de Iñigo Muguruza a Puerto Rico. Después del viaje, inspirado por los grupos de perico ripiao decidió formar un combo de música caribeña. Para ello se unió a su hermano Jabier y a Sergio Ordóñez. En un principio, el grupo no era más que un divertimento momentáneo, pues entonces Iñigo militaba en Negu Gorriak.
EL primer álbum del grupo fue Positive Bomb, grabado y lanzado muy rápidamente en los estudios Katarain, era un compendio de estilos: raggamuffin y cumbia colombiana, con gran presencia de ska y reggae (aparecieron dos versiones de clásicos del ska: «Cherry Oh Baby» de Eric Donaldson y «Pressure drop» de The Maytals). En el disco colaboraron, entre otros, Fermin Muguruza y Andoni Basterretxea (antiguo cantante de Delirium Tremens, grupo en el que también militó Iñigo). La publicación del álbum originó rumores sobre la separación de Negu Gorriak, quienes seguían en activo. Aunque los miembros del grupo lo desmintieron en una entrevista, lo cierto es que en a finales de octubre, Fermin anunció la disolución de Negu Gorriak. Entonces, Iñigo se concentró en el proyecto Ripiau y decidió seguir con el combo.
En 1997 apareció el segundo trabajo de la banda, que significó su consolidación. Como en el anterior, grabaron en los estudios Katarain, pero esta vez con Kaki Arkarazo a los controles. Karpe Diem se adentró en los ritmos latinos y dejó más de lado los ritmos jamaicanos. Ese mismo año grabaron una versión en asturiano del tema «Margarita» (de su primer álbum) para el recopilatorio L'asturianu muévese, donde participan otras 19 bandas de toda España.
Estos dos primeros años recorrieron, sobre todo, el País Vasco, Navarra y Cataluña, donde tuvieron más éxito que en el propio País Vasco. El nuevo sonido de Iñigo Muguruza había sorprendido a muchos de sus fanes vascos, quienes en principio reaccionaron sin demasiado entusiasmo, aunque sus encendidos directos terminaron por ganarse la aceptación del público vasco:

«Resultó una apuesta difícil, porque la gente decía que le recordaba a las Mama Chicho de Tele 5. Aquí, en cuanto sales del doble bombo... En Cataluña obtuvimos bastante más éxito que en Euskadi, porque ahí atraen los ritmos calientes, caribeños.»

En 1998 se editó su tercer disco Paradisu Zinema, disco con un planteamiento original, donde cada canción hacía referencia a una película. En el disco encontramos canciones como «Kaiser Sose», en referencia al gánster de la película Sospechosos habituales de Bryan Singer.
En 2000 se editó Bizitza Triste eta Ederra (que en castellano significa «Vida triste y hermosa»), un disco con canciones más melancólicas de lo habitual en el grupo.

## Miembros
- Iñigo Muguruza - Bajo y voz
- Jabier Muguruza - Acordeón y coros
- Sergio Ordóñez - güiro y percusiones y coros
- Asier Ituarte (desde 1998) - Trombón

## Discografía

### Álbumes
- Positive Bomb (Esan Ozenki, 1996)
- Karpe Diem (Esan Ozenki, 1997)
- Paradisu Zinema (Esan Ozenki, 1998)
- Bizitza Triste eta Ederra (Esan Ozenki, 2000)

### Participaciones en recopilatorios
- «Positive bomb», en Independentzia 5 Urtez (Esan Ozenki, 1996).
- «Margarita», en L'asturianu muévese (Discos L'Aguañaz, 1997). Versión en asturiano de «Margarita».
- «Lo», en Ikastola Berria Eraik Dezagun Zuberoan (Esan Ozenki, 1997).
- «Positive bomb», en Amodio eta gorrotozko kantak/Canciones de amor y odio (1984-1998) (Esan Ozenki, 1998).
- «Chinatown», en Rockdelux 166 (Esan Ozenki, 1999).
- «Antoine nahasia», en Independentzia 10 Urtez (Esan Ozenki, 2001).